# Шлюбний закон (одностатеві пари) 2013 року (Велика Британія)
Шлюбний закон (одностатеві пари) 2013 року (ч. 30) (англ. Marriage (Same Sex Couples) Act 2013) — закон парламенту Сполученого Королівства, яким було введено одностатеві шлюби в Англії та Уельсі.

## Передумови прийняття закону

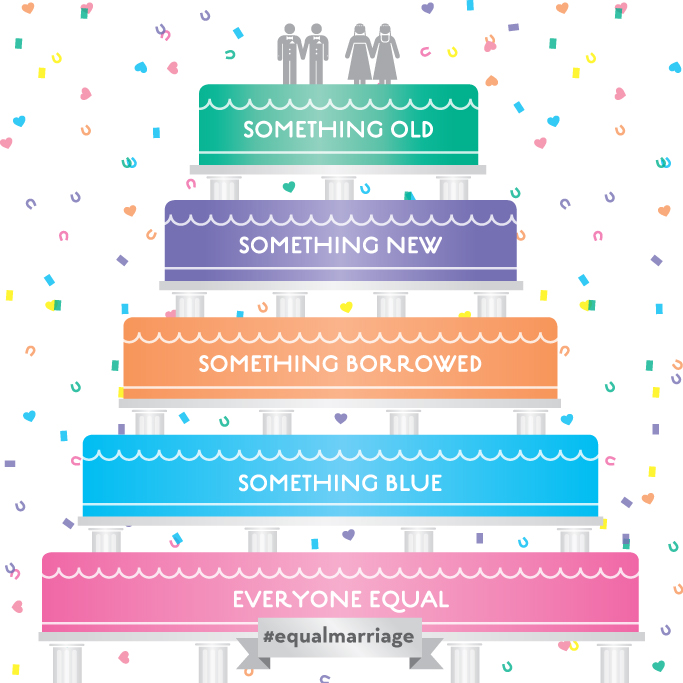
Уряд сприяє рівному шлюбу

Цивільне партнерство було запроваджено у Сполученому Королівстві в 2004 році, що дозволило одностатевим парам і парам, в яких один із подружжя змінив стать, жити в юридично визнаних інтимних стосунках, подібних до шлюбу. Це також змушувало пари протилежної статі розірвати шлюб, якщо один або двоє з подружжя перенесли операцію зі зміни статі, або якщо хтось в парі не був визнаний в законі як чоловічого та жіночого ґендеру.
Після парламентських виборів 2010 року у вересні 2011 року міністр з питань рівності Лінн Фезерстоун розпочала консультацію щодо того, як запровадити цивільний шлюб для одностатевих пар в Англії та Уельсі. Консультації завершилися в червні 2012 року, а вже в грудні 2012 року новий міністр у справах жінок і рівності Марія Міллер оголосила, що уряд буде запроваджувати законодавство «протягом каденції цього парламенту» і що вона «працює над тим, щоб це відбувалося в рамках нинішньої Сесії парламенту». Законопроєкт про шлюб (одностатеві пари) був внесений до парламенту 24 січня 2013 року. Лідери трьох головних політичних партій у Сполученому Королівстві надали своїм членам вільне голосування в парламенті щодо цього закону, що означає, що від них не будуть вимагати, щоб вони голосували за чи проти.
Законопроєкт був схвалений багатьма людьми, включаючи благодійну кампанію яка бореться за права геїв, Stonewall. Організація «Лейбористські гуманісти» заявила, що «не існує достовірних етичних підстав» протистояти одностатевим шлюбам, а міністр у справах жінок і рівності Марія Міллер заявила Палаті громад, що ця пропозиція «зміцнить, а не послабить» інститут шлюбу.
Законопроєкт включав «чотири заборони», щоб захистити релігійні організації від примусу до одностатевих шлюбів.

## Короткий зміст Закону
| Положення                  | Зміст | Статус |
| -------------------------- | --- | --- |
| Розділ 1                   | - Узаконює одностатеві шлюби. - Зберігає канонічне право Англіканської церкви, яке стверджує, що шлюб укладається лише між парами протилежної статі. - Зазначається, що обов’язок священнослужителів урочисто укладати шлюби не поширюється на одностатеві шлюби. | Повністю чинний (з 13 березня 2014 р.). |
| Розділ 2                   | - Забезпечує захист для окремих осіб та релігійних організацій, які вирішують «не брати участь» у урочистих одностатевих шлюбах, від будь-якої відповідальності, згідно з внесенням змін до Закону про рівність 2010 року. | Повністю чинний (з 13 березня 2014 р.). |
| Розділ 3                   | - Вносить поправки до Закону про шлюб 1949 року, через оновлення списку шлюбів, які можна урочисто укласти без будь-якої "підписки": - релігійні шлюби для пар протилежної статі тільки в РАЦС; - цивільні шлюби для всіх пар у РАЦС; - цивільні шлюби для всіх пар у затверджених приміщеннях, напр. готель; - релігійні шлюби для пар протилежної статі між квакерами або юдеями; - релігійні шлюби для пар протилежної статі, коли один партнер перебуває під вартою або утримується; - цивільні шлюби для всіх пар, коли один партнер перебуває під арештом або перебуває під вартою; - шлюби для пар протилежної статі в церкві або каплиці Англіканської церкви або Церкви в Уельсі. | Повністю чинний (з 13 березня 2014 р.). |
| Розділ 4 і Додаток 1.      | - Встановлює процедуру, за якою релігійні організації (крім Англіканської церкви, Церкви в Уельсі, Квакерів та Єврейської релігії) можуть обирати чи брати участь в урочистих одностатевих шлюбах в релігійних будівлях. | Повністю чинний (з 13 березня 2014 р.). |
| Розділ 5                   | - Встановлює процедуру, за допомогою якої квакери та юдаїзм можуть «вибрати участь» у урочистих одностатевих шлюбах. - Встановлює процедуру, за якою релігійні організації (крім Англіканської церкви та Церкви в Уельсі) можуть урочисто укладати одностатеві шлюби, коли один або обидва партнери під домашнім арештом або утримуються під вартою. | Повністю чинний (з 13 березня 2014 р.). |
| Розділ 6                   | - Встановлює порядок укладення одностатевих шлюбів у каплицях військово-морських, військових і військово-повітряних сил (крім шлюбів за обрядами Англіканської церкви або Церкви в Уельсі). | Повністю чинний (з 3 червня 2014 року). |
| Розділ 7                   | - Вносить зміни до Закону про шлюб 1970 року, щоб Генеральний реєстратор міг дозволити релігійну церемонію шлюбу одностатевої пари, якщо відповідний керівний орган дав згоду на шлюби одностатевих пар. Генеральному реєстратору дозволяється узгоджувати шлюби, коли один з партнерів серйозно хворий та не очікується одужання. | Повністю чинний (з 13 березня 2014 р.). |
| Розділ 8                   | - Встановлює порядок, за яким Церква в Уельсі може проводити урочисті одностатеві шлюби. Лорд-канцлер мав би ухвалити позив, Керівного органу Церкви в Уельсі що вирішив змінити закон, щоб дозволити одруження одностатевих пар відповідно до обрядів Церкви в Уельсі. Потім він повинен видати наказ про дозвіл Церкві в Уельсі укладати одностатеві шлюби. | Повністю чинний (з 13 березня 2014 р.). |
| Розділ 9                   | - Встановлює процедуру, за допомогою якої пари в цивільному товаристві можуть перетворити своє цивільне партнерство на шлюб. | Повністю чинний (з 10 грудня 2014). |
| Розділ 10 і Додаток 2      | - Передбачає, що одностатеві шлюби, укладені за межами Сполученого Королівства, визнаються шлюбом в Англії та Уельсі. - Передбачає, що одностатеві шлюби, укладені в Англії та Уельсі, будуть визнані цивільними партнерствами в Шотландії та Північній Ірландії. | Повністю чинний (з 13 березня 2014 р.). |
| Розділ 11 та додатки 3 і 4 | - Передбачає, що, за загальним правилом, шлюб має таку саму силу щодо одностатевих пар, як і по відношенню до пар протилежної статі згідно з англійським законодавством. - Розкриває, як слід тлумачити англійське законодавство, щоб гарантувати, що одностатеві шлюби розглядаються так само, як і шлюби протилежної статі. - Встановлює певні винятки із загального правила. | Розділ 11 та Додаток 3 повністю діють (з 13 березня 2014 року). Додаток 4 майже повністю діє (з 13 березня по 10 грудня 2014 року) за одним винятком. |
| Розділ 12 і Додаток 5      | - Внести зміни до Закону про визнання гендеру 2004 року, щоб дозволити продовжити існуючі шлюби, зареєстровані в Англії та Уельсі або за межами Сполученого Королівства, якщо одна або обидві сторони змінюють свою законну стать і обидві сторони бажають залишитися у шлюбі. Він також вносить зміни до Закону, щоб забезпечити продовження цивільного партнерства, коли обидві сторони одночасно змінюють свою стать і бажають залишитися у своєму цивільному партнерстві. | Повністю чинний (з 10 грудня 2014). |
| Розділ 13 і Додаток 6      | - Скасовує Закон про шлюб з іноземними громадянами 1892 року в Англії, Уельсі та Шотландії. - Дозволяє приймати підзаконні акти, які дозволяють укладати шлюби в закордонних консульствах. - Дозволяє приймати підзаконні акти, які дозволяють видавати свідоцтва про відсутність перешкод для шлюбу, якщо громадянин Сполученого Королівства бажає одружитися за кордоном відповідно до місцевих законів цієї країни або території. - Дозволяє приймати підзаконні акти, які дозволяють військовослужбовцям, які служать за кордоном, і супроводжуючим цивільних осіб, укладати шлюб у присутності капелана або іншої уповноваженої особи. | Вступає в силу з 3 червня 2014 року. |
| Розділ 14                  | - Вимагає від уряду організувати перевірку того, чи має бути прийняте підзаконне законодавство, яке дозволить організаціям, заснованим на переконаннях (таким як гуманісти), урочисто укладати шлюби, звіт про результати огляду має бути підготовлений та опублікований до 1 січня 2015 року. | Вступає в силу з 31 жовтня 2013 року. |
| Розділ 15                  | - Вимагає від уряду організувати перегляд дії Закону про громадянське партнерство 2004 року в Англії та Уельсі, а також підготувати та опублікувати звіт про результати огляду. | Вступає в силу з 17 липня 2013 року. |
| Резділ 16                  | - Вимагає від уряду організувати перегляд певних питань, що стосуються професійних пенсійних схем, які мають бути здійснені, а також звіт про результати перегляду, який має бути підготовлений та опублікований до 1 липня 2014 року. Після перегляду уряд може прийняти підзаконні акти з метою усунення або зменшення відповідних відмінностей у виплатах у зв’язку з втратою годувальника. | Вступає в силу з 17 липня 2013 року. |
| Розділ 17 (додаток 7)      | - Вносить різні перехідні та наслідкові положення. - Допускає підзаконні акти, необхідні для забезпечення ефективного переходу від шлюбу, доступного лише парам протилежної статі, до доступності для всіх пар. - Розглядає перехідні заходи щодо "затверджених приміщень", (наприклад, готелі), які були затверджені місцевими органами влади як місця для цивільних шлюбів і цивільних партнерств, і передбачає, що будь-які приміщення, які знаходяться в процесі подачі заявки на схвалення, або вже затверджені як місце для шлюбів пар протилежної статі, автоматично мають бути затвердженими як місце для укладення шлюбів одностатевих пар. Будь-які майбутні заявки та надання дозволу на надання приміщень будуть стосуватися цивільних шлюбів як однієї статі, так і протилежної статі. - Вносить поправки до ряду законодавчих актів внаслідок запровадження одностатевих шлюбів, зокрема до Закону про шлюб 1949 року, Закону про шлюб 1970 року, Закону про шлюбні причини 1973 року, Закону про громадський порядок 1986 року, Закону про соціальний порядок, Закон про страхові внески та пільги 1992 року, Закон про пенсійні схеми 1993 року, Закон про громадянське партнерство 2004 року, Закон про запліднення людини та ембріологію 2008 року та Закон про рівність 2010 року. | Вступає в силу з 17 липня 2013 року, (з деякими винятками).                                                                                           |
| Розділ 18                  | - Визначає, які з процедур, за допомогою яких створюється вторинне законодавство, застосовуються до різних повноважень щодо прийняття вторинного прийняття в Законі. | Вступає в силу з 31 жовтня 2013. |
| Розділ 19                  | - Визначає різні терміни, що використовуються в Законі. | Вступає в силу з 31 жовтня 2013. |
| Розділ 20                  | - Визначає територіальні рамки дії Закону: Англія та Уельс, а деякі положення також застосовуються до Шотландії та Північної Ірландії. | Вступає в силу з 31 жовтня 2013. |
| Розділ 21                  | - Містить коротку назву Закону: Закон про шлюб (одностатеві пари) 2013 року. - Набирають чинності розділи 15, 16 і 21 з дати прийняття Закону (17 липня 2013 року), а решта – з указом Лорд-канцлера або Державного секретаря. | Вступає в силу з 17 липня 2013 року. |

## Розгляд закону в Парламенті

### Палата громад

#### Перше читання
Перше читання законопроєкту відбулося 24 січня 2013 року.

#### Друге читання
Законопроєкт був прийнятий у другому читанні 5 лютого 2013 року, переважною більшістю 400 голосів проти 175.

Карта голосування депутатів та партій у другому читанні законопроєкту, 5 лютого 2013 р. (Голоси «За» позначено синім і темно-синім кольором).

#### Комісійний етап
Шлюбний законопроєкт було розглянуть Громадським законопроєктним комітетом, створеним для детального вивчення законів. Комітет не вніс жодних змін до законопроєкту і повернув його на читання до Палати громад 12 березня 2013 року.
Перед розглядом законопроєкту Комітет заслухав коментарі низки представників різних громад. 12 лютого 2013 року Комітет заслухав коментарі Англіканської церкви, Конференції Католицьких Єпископів Англії та Уельсу, Церкви Уельса, Королівськаого адвоката лорда Панніка, баронеси Кеннеді, Stonewall, Фундації геїв та лезбійок, Товариство досліджень та освіти з ґендерної ідентичності, Союз ліберальних юдеїв, Рада депутатів британських євреїв, Out4Marriage, Коаліція за шлюб та професор Джуліан Ріверс з юридичного факультету Брістольського університету.
14 лютого 2013 року Комітет заслухав коментарі Релігійного товариства друзів (квакери Британії), Генеральної асамблеї унітарних і вільних християнських церков, Методистської церкви, Об’єднаної реформованної церкви,  адвокатської групи Liberty, Комісії з питань рівності та прав людини, The Co-operative Group, Schools OUT, Асоціації PSHE, Джеффрі Джона, Еліс Арнольд, Брендана О'Ніла та Марка Джонса з Ormerod Solicitors.
До складу Громадської законопроєктної комісії увійшли:
| Член | Член               | Партія                           | Виборчий округ             |
| ---- | ------------------ | -------------------------------- | -------------------------- |
|      | Джиммі Худ         | Лейбористська партія             | Ланарк і Гамільтон Іст     |
|      | Гері Стрітер       | Консервативна партія             | Південно-західний Девон    |
|      | Ендрю Стюарт       | Консервативна партія             | Пудсі                      |
|      | Бен Бредшоу        | Лейбористська партія             | Ексетер                    |
|      | Кріс Брайант       | Лейбористська партія             | Рондда                     |
|      | Девід Берроуз      | Консервативна партія             | Енфілд Саутгейт            |
|      | Стівен Дауті       | Лейбористська партія             | Південний Кардіфф і Пенарт |
|      | Джейн Еллісон      | Консервативна партія             | Баттерсі                   |
|      | Стівен Гілберт     | Ліберальні демократи             | Сент-Остелл і Ньюквей      |
|      | Гелен Грант        | Консервативна партія             | Мейдстон і Вілд            |
|      | Кейт Грін          | Лейбористська партія             | Стретфорд і Урмстон        |
|      | Саймон Кірбі       | Консервативна партія             | Брайтон Кемптаун           |
|      | Квазі Квартенг     | Консервативна партія             | Спелторн                   |
|      | Тім Лоутон         | Консервативна партія             | Іст-Вортінг і Шорхем       |
|      | Сіобейн МакДона    | Лейбористська партія             | Мітчем і Морден            |
|      | Елісон Макговерн   | Лейбористська партія             | Віррал Саут                |
|      | Джонатан Рейнольдс | Лейбористська партія             | Сталібрідж і Гайд          |
|      | Г'ю Робертсон      | Консервативна партія             | Фавершем і Мід Кент        |
|      | Джим Шеннон        | Демократична юніоністська партія | Странжфорд                 |
|      | Десмонд Суейн      | Консервативна партія             | Нью-Форест Вест            |
|      | Стівен Вільямс     | Ліберальні демократи             | Брістол Вест               |

#### Етап звіту
Законопроєкт був розглянутий Палатою громад на етапі звіту 20 та 21 травня 2013 року.
На етапі звіту до законопроєкту було внесено ряд змін:
- Було введено нове положення, яке поясняє, що капелани, які працюють у нерелігійній організації (наприклад, у лікарні чи університеті), які відмовляються укладати одностатеві шлюби, не будуть суперечити антидискримінаційному законодавству.
- В розділ 8 було внесено поправки, а саме, якщо Керівний орган Церкви Уельсу чітко дає зрозуміти, що бажає укладати одностатеві шлюби, лорд-канцлер повинен видати наказ, який дозволяє йому це робити.
- Після тиску на уряд з метою дозволити громадянські партнерства для пар протилежної статі було введено новий пункт, який вимагатиме перегляду дії Закону про громадянське партнерство 2004 року в Англії та Уельсі якомога швидше.

#### Третє читання
Законопроєкт був прийнятий Палатою громад у третьому читанні 21 травня 2013 року, переважною більшістю 366 голосів проти 161, та переданий до палати лордів.

### Палата лордів

#### Перше та друге читання
Перше читання законопроєкту в Палаті лордів відбулося 21 травня 2013 року. Законопроєкт був прийнятий у другому читанні якие продлилося 3 і 4 червня 2013 року після того, як 390 (72%) голосів проти 148 (28%), законопроєкт був підтриманий більшістю партій.
Палата лордів, головним чином діє як палата для перегляду, а друге читання часто стосується принципів та нюансів законопроєкту. Тому передбачалося, що законопроєкт зіткнеться з критикою, включаючи сильну опозицію. Рідко використовуване вето було накладено Лордом Діром, що фактично прибрало з порадку читання законопроєкт. Спікери, які виступали проти законопроєкту, назвали його розрушуючим традиції, недемократичним, антирелігійним та непродуманим. Серед прихильників законопроєкту були й такі, що самі перебували в тривалих одностатевих стосунках (лорд Аллі, баронеса Баркер, лорд Блек, лорд Сміт), також у одного з лордів була, донька в одностатевих стосунках. Деякі гетеросексуали як лорд Дженкін, десятиліттями підтримував права геїв. 9 з 14 присутніх англіканських єпископів проголосували за поправки, п'ятеро утрималися.

#### Розгляд комітету
17, 19 і 24 червня 2013 року законопроєкт пройшов розгляд в комітеті Палати лордів. На стадії комітету погоджено низку урядових поправок до законопроєкту:
- Стаття 5 була змінена, щоб детально визначити відповідні керівні органи для надання згоди на одностатеві шлюби відповідно до прав і звичаїв єврейської релігії;
- Додаток 7 також зазнав поправок, були також внесені зміни до Закону про шлюб 1949 року, щоб чітко визначити, що одностатеві шлюби, укладені англіканської церквою або релігійною організацією, яка не погодилася на урочистість одностатевих шлюбів, будуть недійсними;
- Додаток 7 тепер також вносить поправки до Закону про громадський порядок 1986 року. Частина 3А Закону 1986 року забороняє розпалювати ненависть до людей на основі їхньої сексуальної орієнтації. У Частину 3А внесено поправку, щоб чітко вказати, що будь-яке обговорення чи критика шлюбу, які стосуються статі сторін шлюбу, не повинні сприйматися як такі, що погрожують або мають на меті розпалювати ненависть.

Після розгляду в комітеті, законопроєкт пройшов стадію доповіді в Палаті лордів 8 і 10 липня 2013 року. На етапі звіту було погоджено низку урядових поправок до законопроєкту:
- Стаття 2 була змінена, щоб більш конкретно визначити, що означає термін «примушений» (англ. compelled);
- До Додатку 5 було внесено зміни, щоб передбачити нову пришвидшену процедуру для задоволення заявок на визнання статі для тих, хто перебуває у захищеному шлюбі та людей які зробили перехід більше шести років тому;
- Було додано новий пункт, який дозволяв би уряду прийняти вторинне законодавство, яке б надавало можливості релігійним організаціям (наприклад, гуманістам) укладати шлюби після публічних консультацій.

#### Третє читання
Законопроєкт пройшов у третьому читанні 15 липня 2013 року та був прийнятий простим голосуванням. Законопроєкт із поправками повернувся до Палати громад для їх затвердження 16 липня 2013 року, які Палата схвалила того ж дня.

### Королівське затвердження
17 липня 2013 року королева Єлизавета II надала королівську згоду на законопроєкт.

## Вступання закону в силу

### 17 липня 2013
Розділи 15, 16 і 21 набули чинності в день отримання Королівської згоди, 17 липня 2013 року. Решта суттєвих положень Закону були введені в дію нормативними актами, виданими Державним секретарем.

### 31 Жовтня 2013

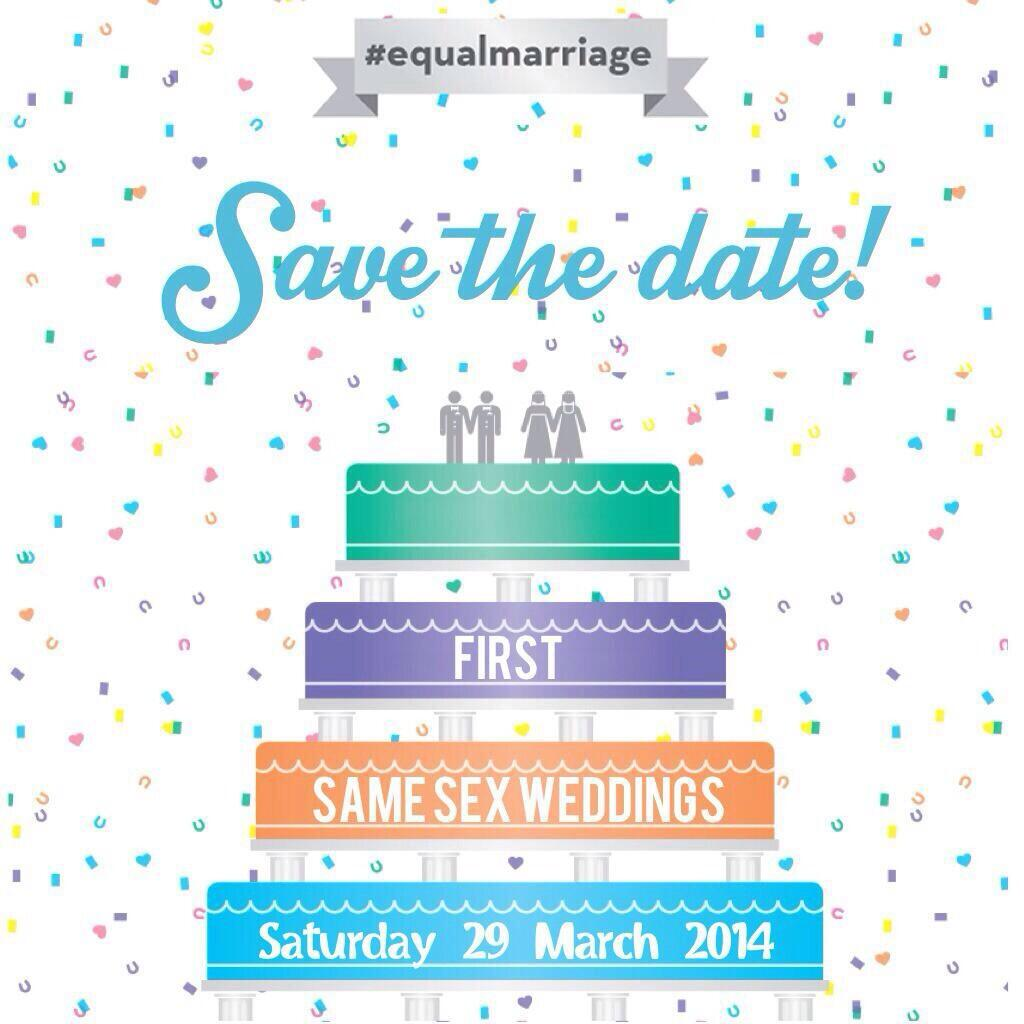
Дата введення одностатевих шлюбів в Англії та Уельсі

Розпорядження про шлюб (одностатеві пари) 2013 року ввело в дію різні положення:
- Розділ 4 і додаток 1, але лише в тій мірі, в якій ці положення надають або стосуються повноважень приймати підзаконні акти. Розділ 4 і додаток 1 дозволяють релігійним організаціям укладати одностатеві шлюби, якщо вони погодяться це робити. У підзаконних актах вимагалося деталізувати процедуру реєстрації для укладення одностатевих шлюбів;
- Параграфи 5, 8 і 14 додатку 4, але лише в тій мірі, в якій ці положення надають або стосуються повноважень приймати підзаконні акти. Параграфи 5 і 8 внесли зміни до Закону про місце проживання та шлюбні процедури 1973 року, щоб встановити юрисдикцію судів у розгляді рішень, пов’язаних із припиненням шлюбу (розлучення, розлучення в судовому порядку, визнання шлюбу недійсним або тому, що один із подружжя помер) і наказів щодо декларацій про дійсність шлюбу. Підзаконне законодавство повинно встановлювати юрисдикцію судів щодо справ про розірвання шлюбу, судове роздільне проживання та недійсність, а також про визнання таких розпоряджень для подружньої одностатевої пари, якщо один із подружжя проживає або є резидентом Європейського Союзу (ЄС) або проживає на території Великобританії чи Республіки Ірландія. Підзаконне законодавство привело юрисдикцію у відповідність до закону ЄС, який стосується різностатевих пар. Пункт 14 змінив Закон про внески та виплати соціального страхування 1992 року таким чином, щоб можна було прийняти підзаконні акти, які передбачають особливу пенсійну виплату - пенсійну виплату з поступовим виходом на пенсію - доступну для похилого подружжя в одностатевих шлюбах так само, як вона доступна для вдів, вдівці та цивільних партнерів;
- Розділ 14;
- Розділи 17(1) - (3);
- Розділи 18, 19 та 20;
- Параграфи 1 та 2 додатку 2. Параграфи 1 і 2(2) дозволяють прийняти підзаконний акт, який передбачає, що одностатеві шлюби, укладені в Англії та Уельсі, визнаються в Шотландії (поки одностатеві шлюби не будуть дозволені в Шотландії) і Північній Ірландії як цивільне партнерство;
- Пункти 27(3) і (4) додатку 4. Параграфи 27(3) і (4) дозволяють приймати підзаконні акти, які містять винятки щодо еквівалентності в законі між протилежностатевими шлюбами та одностатевими шлюбами.

### 21 січня 2014
Поправки 2014 року ввели в дію низку положень для прийняття підзаконних актів 21 січня 2014 року:
- Розділ 6 (шлюби у каплицях для військовослужбовців);
- Додаток 6 (шлюби за кордоном).

### 13 березня 2014
Оскільки закон вимагає, щоб пари чекали щонайменше 16 днів після того, як вони повідомили місцевий відділ реєстрації про укладення шлюбу, перш ніж можна було б провести шлюбну церемонію, перші шлюби було укладено 29 березня 2014 року. Винятком був випадок, коли Генеральний секретар відмовився чекати, оскільки один із подружжя був серйозно хворий. Такі шлюби можуть бути укладені в будь-який час після 13 березня 2014 року. Одностатеві пари, які одружилися за кордоном за іноземним законодавством і які раніше розглядалися як цивільні партнери, були визнані одруженими з 13 березня 2014 року. Положення, які набули чинності 13 березня 2014 року:
- Розділи 1-5;
- Розділи 7 і 8;
- Розділи 10(1) і (2);
- Розділ 11;
- Поправки до Додатку 1;
- Поправки до Додатку 2;
- Додаток 3;
- Додаток 4 (з деякими незначними винятками);
- Додаток 7 (з деякими незначними винятками).

### 3 червня 2014
3 червня 2014 року вступили в силу поправки які дозволяють одностатевим парам одружуватися в деяких британських консульствах на базах збройних сил за кордоном, а також дозволяють оформити одностатеві шлюби у військових каплицях.  Положення, які набули чинності 3 червня 2014 року:
- Поправки розділу 6;
- Розділ 13;
- Поправки додатку 6;
- Незначні поправки в додатку 7.

### 10 грудня 2014: Перехід від громадянського партнерства до шлюбу для трансгендерних осіб
10 грудня 2014 року набрали чинності всі інші положення закону включаючи положення, які дозволяють парам у цивільному партнерстві оформити  його як шлюб (розділ 9) та положення для осіб, які перебувають у шлюбі чи цивільному партнерстві та можуть змінити свою стать без попереднього розлучення чи розірвання цивільного партнерства (розділ 12 і додаток 5).

### Положення закону в заморських територіях
Одностатеві шлюби є законними на Бермудських островах, Кайманових островах, острові Мен, території в Індійському океані, Британській антарктичній території, Акриторі та Декелії (тільки для військовослужбовців Великої Британії), островах Святої Єлени, Вознесіння та Тристан-да-Кунья, Південна Джорджія та Південні Сандвічеві острови, Гібралтар, Нормандські острови, Піткерн та Фолклендські острови.
- Визнання одностатевих союзів на Британських заморських територіях

## Наслідки
У 2013 році повідомлялося, що Консервативна партія втратила приблизно 35-40% своїх виборців через законопроєкт про одностатеві шлюби.